# Christophe Le Mével
Christophe Le Mével, né le 11 septembre 1980 à Lannion, est un coureur cycliste français, professionnel de 2002 à 2014. Il a remporté une étape du Tour d'Italie 2005 et le Tour du Haut-Var en 2010, et s'est classé neuvième du Tour de France 2009.

## Biographie

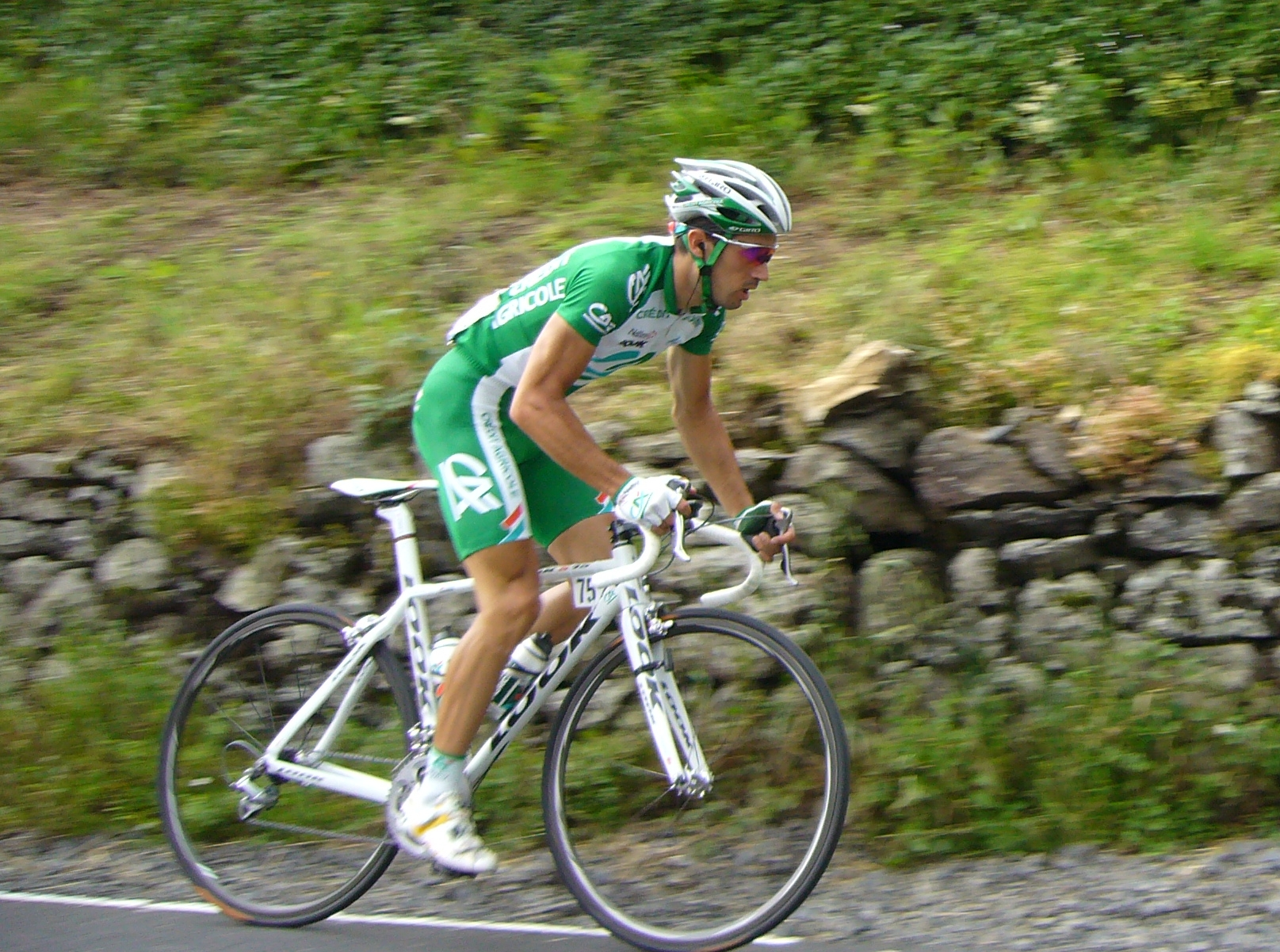
Durant les championnats de France 2007 à Aurillac.

### Jeunesse et carrière amateur
Christophe Le Mével commence à pratique le VTT et le cyclisme sur route à 14 ans au sein du Vélo-Vert lanionnais. Il fait ensuite partie de l'Union cycliste briochine, puis de l'équipe Jean Floc'h-Mantes en 2000,. En 2001, il intègre l'équipe Crédit agricole espoirs. Avec cette équipe, il gagne la Ronde de l'Isard d'Ariège et dispute notamment le Tour des régions italiennes, remporté par Yaroslav Popovych et dont il prend la cinquième place, et le Tour de l'Avenir, où il prend une troisième place d'étape. En fin de saison, il est sélectionné en équipe de France des moins de 23 ans pour les championnats du monde à Lisbonne au Portugal. Il se classe quatorzième de la course en ligne de sa catégorie, gagnée elle aussi par Popovych. Il termine l'année à la neuvième place du classement UCI des moins de 23 ans.

### Débuts professionnels dans l'équipe Crédit agricole
Christophe Le Mével devient coureur professionnel en 2002 dans l'équipe Crédit agricole. En mai, une chute lors des Quatre Jours de Dunkerque lui cause une section du nerf sciatique. Il ne peut plus courir durant cette saison. De retour à la compétition en 2003, il obtient cette année-là une deuxième place d'étape lors de la Route du Sud, derrière Ludovic Turpin. Il finit également meilleur grimpeur du Tour de l'avenir. 
En 2004, il termine à la troisième place du Tour de l'Avenir derrière Sylvain Calzati et Thomas Lövkvist, après avoir notamment obtenu la deuxième place de l'étape arrivant au Grand-Bornand, battu par le Suédois Lövkvist. Le mois suivant, il dispute avec l'équipe de France la course en ligne des championnats du monde à Vérone en Italie. Il attaque seul durant le premier tour de course, puis est rejoint par le Russe Vladimir Efimkin. Les deux coureurs font la course en tête et comptent jusqu'à sept minutes d'avance à mi-course, après neuf tours de circuit, puis sont repris après 165 km. Christophe Le Mével ne termine pas la course.
En 2005, il dispute ses premiers grands tours, le Tour d'Italie et le Tour d'Espagne. Lors de ce Giro, où il a un rôle de coéquipier pour Pietro Caucchioli, il décroche sa première victoire professionnelle en remportant la 17e étape du Tour d'Italie, entre Lissone et Varazze. C'est à l'occasion de ce Tour d'Italie qu'il rencontre Laura, une hôtesse italienne qui allait devenir son épouse. En fin de saison, il participe pour la deuxième fois aux championnats du monde, à Madrid en Espagne. Il est avec Laurent Brochard l'un des deux seuls coureurs parmi les douze composant l'équipe de France l'année précédente à y être sélectionné en 2005.
En 2006, Le Mével dispute son premier Tour de France, qu'il termine à la 75e place du classement général. Échappé en compagnie de Yaroslav Popovych, Alessandro Ballan et Óscar Freire lors de la 12e étape, il en prend la quatrième place à Carcassonne. En fin de saison, il se classe 23e et meilleur Français de la course en ligne des championnats du monde de cyclisme à Salzbourg en Autriche.
Lors de la quinzième étape du Tour de France 2007, il chute et se fracture la clavicule.

### 2009-2010: deux saisons à la Française des jeux
Resté fidèle au Crédit agricole jusqu'en 2008, il s'engage pour deux saisons avec l'équipe La Française des jeux en août 2008. Il se révèle bon grimpeur et termine dixième de Paris-Nice, du Critérium du Dauphiné libéré et du Tour de France en 2009.
En 2010, il remporte la deuxième étape et le classement général du Tour du Haut-Var. Il s'agit de sa première victoire depuis près de cinq ans.  Après un Tour de France 2010 en deçà de ses espérances (42e du classement général) malgré un statut de co-leader de l'équipe FDJ avec Sandy Casar, il se montre davantage en forme sur le Tour d'Espagne 2010 qu'il termine à la 15e place du classement général.

### 2011-2012: chez Garmin
En 2011, il est recruté par l'équipe américaine Garmin-Cervélo. Il termine neuvième de la Flèche wallonne et commence le Tour d'Italie par plusieurs classements dans les dix premiers des sept premières étapes. Il termine quatorzième de ce Tour d'Italie,. C'est le troisième Français de l'épreuve, derrière John Gadret et Hubert Dupont. Septième du Tour de Toscane remporté par son coéquipier Dan Martin en juin, il dispute ensuite les championnats de France à Boulogne-sur-Mer. Il ne dispute pas le Tour de France en juillet, son programme de fin de saison comprenant le Tour d'Espagne et quelques courses italiennes.
L'année suivante, Garmin-Cervélo devient Garmin-Barracuda puis Garmin-Sharp à partir du Tour de France. Le Mével décide de focaliser sa saison sur la Grande Boucle. Il obtient en février la septième place du Tour du Haut-Var. Écarté de la sélection de Garmin pour le Tour de France par Jonathan Vaughters, il dispute le Tour de Pologne et s'y classe seizième. En août, Le Mével est quatrième de la Classique de Saint-Sébastien et il est l'équipier d'Andrew Talansky pour le Tour de l'Ain et le Tour d'Espagne. Le jour du départ de la Vuelta, son transfert pour 2013 dans l'équipe Cofidis est annoncé. Il signe avec l'équipe française pour deux ans.

### 2013-2014: chez Cofidis

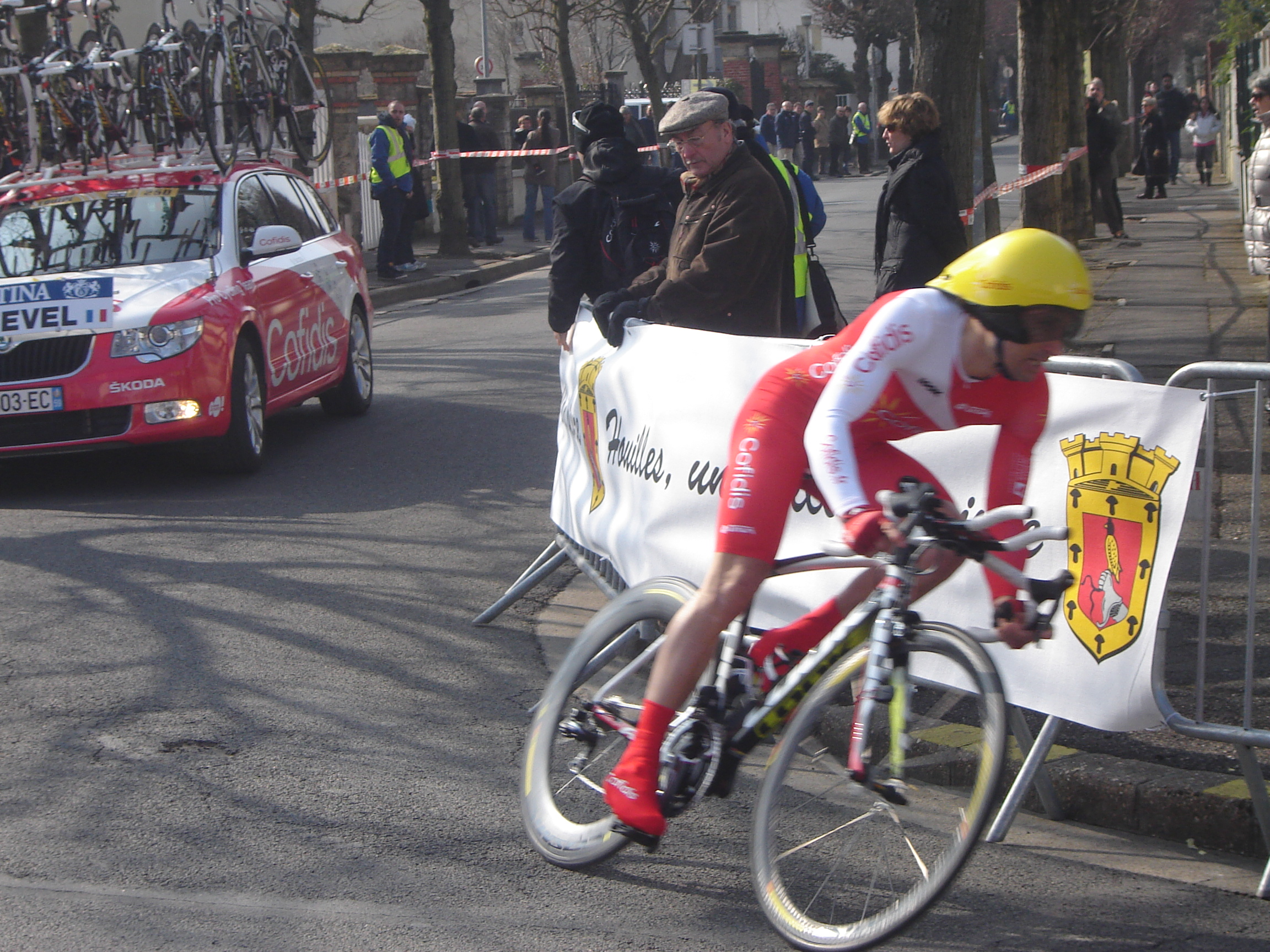
Durant le prologue de Paris-Nice 2013

Christophe Le Mével rejoint la formation Cofidis en 2013 pour relancer sa carrière et devenir un des capitaines de route de la formation nordiste. Il abandonne le Tour de France 2013 durant la 19e étape.
Sa saison 2013 est très discrète sur le plan des résultats avec un seul classement (8e) dans les dix premiers lors du Tour du Finistère. 
En 2014, il prend la sixième place du Grand Prix de Lillers-Souvenir Bruno Comini  au premier semestre. Le 1er août 2014, Cofidis annonce qu'elle se sépare de Christophe Le Mével à la fin de sa saison 2014. Le 11 novembre 2014, ce dernier annonce mettre un terme à sa carrière professionnelle après quatorze années dans le peloton .

### Après-carrière
Christophe Le Mével reste dans le milieu du cyclisme professionnel après sa carrière de coureur. Il devient agent sportif en 2018. En 2020, il s'occupe des intérêts de neuf coureurs professionnels et de cinq coureurs amateurs. Il est en 2023 l'agent de Victor Lafay.

## Palmarès

### Palmarès amateur
| - 1998 - Champion de Bretagne juniors - 3e de la Ronde du Printemps - 1999 - Grand Prix de Villejésus - 2000 - 2e du Grand Prix U | - 2001 - Classement général de la Ronde de l'Isard d'Ariège - 2e du Grand Prix des Marbriers |  |

### Palmarès professionnel
| - 2004 - 3e du Tour de l'Avenir - 2005 - 16e étape du Tour d'Italie - 2e de Paris-Corrèze - 2009 - 10e de Paris-Nice - 10e du Critérium du Dauphiné libéré - 10e du Tour de France | - 2010 - Tour du Haut-Var : - Classement général - 2e étape - 2e du championnat de France sur route - 2011 - 9e de la Flèche wallonne - 2012 - 4e de la Classique de Saint-Sébastien |  |

## Résultats sur les grands tours

### Tour de France
6 participations
- 2006 : 76e
- 2007 : abandon (15e étape)
- 2008 : 40e
- 2009 : 9e
- 2010 : 42e
- 2013 : abandon (19e étape)

### Tour d'Italie
2 participations
- 2005 : 26e, vainqueur de la 16e étape
- 2011 : 14e[14],[15]

### Tour d'Espagne
5 participations
- 2005 : 66e
- 2010 : 13e[26],[27]
- 2011 : 40e
- 2012 : 31e
- 2014 : 22e

## Classements mondiaux
Jusqu'en 2004, le classement UCI concerne tous les coureurs ayant obtenu des points lors de courses du calendrier international de l'Union cycliste internationale (324 courses en 2004). En 2005, l'UCI ProTour et les circuits continentaux sont créés, ayant chacun leur classement. De 2005 à 2008, le classement de l'UCI ProTour classe les coureurs membres d'équipes ProTour en fonction des points qu'ils ont obtenus lors des courses du calendrier UCI ProTour, soit 28 courses en 2005, 27 en 2006, 26 en 2007. En 2008, le calendrier du ProTour est réduit à 15 courses en raison du conflit entre l'UCI et les organisateurs de plusieurs courses majeures. Les trois grands tours, Paris-Roubaix, la Flèche wallonne, Liège-Bastogne-Liège, le Tour de Lombardie, Tirreno-Adriatico et Paris-Nice ne sont donc pas pris en compte dans le classement ProTour 2008. En 2009 et 2010, un « classement mondial UCI » remplace le classement ProTour. Il prend en compte les points inscrits lors des courses ProTour et des courses qui n'en font plus partie, regroupées dans un « calendrier historique », soit au total 24 courses en 2009 et 26 en 2010. Ce nouveau classement prend en compte les coureurs des équipes continentales professionnelles. En 2011, l'UCI ProTour devient l'UCI World Tour et reprend dans son calendrier les courses qui l'avaient quitté en 2008. Il comprend 27 courses en 2011 et son classement ne concerne plus que les coureurs membres des 18 équipes ProTeam.
Christophe Le Mével apparaît pour la première fois au classement UCI en 2001. Il obtient sa meilleure place en 2009 : 79e du classement mondial.
| Année                  | 2001   | 2002 | 2003   | 2004 | 2005 | 2006 | 2007 | 2008 | 2009 | 2010 | 2011 | 2012 | 2013 | 2014 |
| ---------------------- | ------ | ---- | ------ | ---- | ---- | ---- | ---- | ---- | ---- | ---- | ---- | ---- | ---- | ---- |
| Classement UCI         | 1 199e | 817e | 1 631e | 933e |      |      |      |      |      |      |      |      |      |      |
| Classement ProTour     |        |      |        |      | 150e | nc   | nc   | nc   |      |      |      |      |      |      |
| Calendrier mondial UCI |        |      |        |      |      |      |      |      | 79e  | 135e |      |      |      |      |
| UCI World Tour         |        |      |        |      |      |      |      |      |      |      | 110e | 91e  |      |      |
| UCI Europe Tour        |        |      |        |      |      |      |      |      |      |      |      |      | 888e | 629e |